# Tramwaje w Białymstoku
Tramwaje w Białymstoku – system komunikacji tramwajowej działający na terenie Białegostoku w latach 1895–1915.

## Historia
W 1893 Rada Miejska Białegostoku podpisała kontrakt z Leontijem Feldzerem na eksploatację pierwszego miejskiego tramwaju konnego. W 1895 pierwsze wozy wyruszyły z dworca kolejowego przez ulicę Lipową do ulicy Świętojańskiej. Podczas I wojny światowej spłonęły stajnie i powozownie tramwajowe, rozpoczęto likwidację torów tramwajowych z terenu miasta.
Zachowały się fotografie ulicy Mikołajewskiej (obecnie Sienkiewicza) z lat 1897 i 1912, na których widać tory tramwajowe i konny tramwaj. Jeszcze około 1959 wśród brukowej kostki ulicy Kilińskiego, przed bramą pałacu Branickich, widać było krótkie odcinki szyn, resztki torowiska tramwajowego.

## Reaktywacja sieci tramwajowej
W 1922 powołano Towarzystwo Tramwajów w Białymstoku, równocześnie powstał projekt budowy tramwaju elektrycznego. Pierwsza linia miała prowadzić ulicami: Mickiewicza, Świętojańską, Warszawską, Pałacową, Kilińskiego, przez Rynek Kościuszki, Lipową, św. Rocha – do dworca PKP. Odbudowy systemu nie podjęto.
Od 1985 rozpoczęto ponowne planowanie linii tramwajowej w Białymstoku (w tym szybkiego tramwaju), jednak projekty te nie zostały zrealizowane, głównie z przyczyn finansowych.
Na początku 2019 roku Instytut Sobieskiego w Warszawie w raporcie pod tytułem „Tramwaj dla polskich miast” zaprojektował linie tramwajowe między innymi dla Białegostoku.